# Messaggero di Sant'Antonio
Il Messaggero di Sant'Antonio è una rivista mensile pubblicata dalla casa editrice Messaggero di Sant'Antonio Editrice dei Frati Minori Conventuali della Basilica di Sant'Antonio di Padova. È diretta alle famiglie, ed è diffusa solo in abbonamento postale in 148 paesi. Gli abbonati sono circa 200.000.
È pubblicata anche in un'edizione particolare destinata agli italiani residenti all'estero. Oltre alle due citate in lingua italiana, viene pubblicato in edizioni, tutte diverse tra loro, nelle lingue francese, inglese, polacca, portoghese, romena e tedesca. Il numero di copie stampate raggiunge le 300.000.

## Storia
Nacque nel 1898 a Padova come Il Messaggiero di S. Antonio di Padova. L'articolo Il fu tolto nel 1931. Il primo numero aveva formato 16 x 24 centimetri e contava 24 pagine. Il bollettino (così era chiamato popolarmente all'inizio) fu ispirato dal padre Vittore Sottaz. In ossequio alle leggi del 1867 che avevano soppresso gli ordini religiosi ne fu direttore un laico, Giuseppe Bruniera, mentre il direttore effettivo era padre Alessandro Radovanovic. Era stampato in 6000 copie nel Regio Stabilimento P. Prosperini in Padova. L'abbonamento annuo costava lire 1,50, mentre per l'estero costava lire 2,00; un fascicolo 15 centesimi.
Dal settembre 2013 il direttore è il francescano fra Fabio Scarsato. Da aprile 2022, il nuovo direttore responsabile è fra Massimiliano Patassini.